# Calcul différentiel extérieur
 (juin 2019).
Si vous disposez d'ouvrages ou d'articles de référence ou si vous connaissez des sites web de qualité traitant du thème abordé ici, merci de compléter l'article en donnant les références utiles à sa vérifiabilité et en les liant à la section « Notes et références ».
En géométrie différentielle, le calcul différentiel extérieur désigne le calcul portant sur les formes différentielles ouverts de {\displaystyle \mathbf {R} ^{n}} ou plus généralement sur des variétés différentielles. Cet article regroupe un ensemble de formules, portant sur le produit intérieur, le produit extérieur, la dérivée de Lie, … Les définitions de ces opérations sont données dans les articles correspondants et sont celles les plus usitées ; mais des modifications dans les définitions, parfois faites par certains auteurs, impliquent des changements de signe dans les formules suivantes.
Notations : On travaille des ouverts de  {\displaystyle \mathbf {R} ^{n}} ou plus généralement _sur des variétés différentielles (sans les nommer). X et Y sont des champs de vecteurs, {\displaystyle \alpha } et {\displaystyle \beta } sont des formes différentielles pures, le degré de {\displaystyle \alpha } est noté k. 
{\displaystyle \varphi } et {\displaystyle \psi } sont des applications {\displaystyle C^{\infty }}, {\displaystyle \Phi } et {\displaystyle \Psi } des difféomorphismes et f est une fonction réelle.
Rappels. Le tiré en arrière (pull-back en anglais) ou image réciproque se définit pour les champs de
tenseurs covariants, en particulier pour les formes différentielles, et pour toute application lisse.
Le poussé en avant, ou image directe, nécessite d'avoir affaire à un difféomophisme. 

## Tiré en arrière et poussé en avant
1. {\displaystyle (\Phi \circ \Psi )_{*}X=\Phi _{*}\Psi _{*}X}
2. {\displaystyle (\varphi \circ \psi )^{*}\alpha =\psi ^{*}\varphi ^{*}\alpha }
3. {\displaystyle \varphi ^{*}(\alpha \wedge \beta )=\varphi ^{*}\alpha \wedge \varphi ^{*}\beta }
4. {\displaystyle \Phi _{*}[X,Y]=[\Phi _{*}X,\Phi _{*}Y]}
5. {\displaystyle \varphi ^{*}d\alpha =d\varphi ^{*}\alpha }
6. {\displaystyle \Phi ^{*}({\mathcal {L}}_{X}\alpha )={\mathcal {L}}_{\Phi _{*}^{-1}X}\Phi ^{*}\alpha }
7. {\displaystyle \Phi ^{*}(i_{X}\alpha )=i_{\Phi _{*}^{-1}X}\Phi ^{*}\alpha }

## Lien avec le produit extérieur
1. {\displaystyle d(\alpha \wedge \beta )=d\alpha \wedge \beta +(-1)^{k}\alpha \wedge d\beta }
2. {\displaystyle i_{X}(\alpha \wedge \beta )=i_{X}\alpha \wedge \beta +(-1)^{k}\alpha \wedge i_{X}\beta }
3. {\displaystyle {\mathcal {L}}_{X}(\alpha \wedge \beta )={\mathcal {L}}_{X}\alpha \wedge \beta +\alpha \wedge {\mathcal {L}}_{X}\beta }

## Multiplication par une fonction
1. {\displaystyle i_{fX}\alpha =fi_{X}\alpha =i_{X}f\alpha }
2. {\displaystyle {\mathcal {L}}_{fX}\alpha =f{\mathcal {L}}_{X}\alpha +df\wedge i_{X}\alpha }
3. {\displaystyle [fX,Y]=f[X,Y]-df(Y)X}
4. {\displaystyle [X,fY]=f[X,Y]+df(X)Y}

## Lien entre dérivée de Lie, crochets de Lie, produits intérieurs et dérivée extérieure
1. {\displaystyle {\mathcal {L}}_{[X,Y]}\alpha ={\mathcal {L}}_{X}{\mathcal {L}}_{Y}\alpha -{\mathcal {L}}_{Y}{\mathcal {L}}_{X}\alpha }
2. {\displaystyle i_{[X,Y]}\alpha ={\mathcal {L}}_{X}i_{Y}\alpha -i_{Y}{\mathcal {L}}_{X}\alpha }
3. {\displaystyle {\mathcal {L}}_{X}d\alpha =d{\mathcal {L}}_{X}\alpha }
4. {\displaystyle {\mathcal {L}}_{X}i_{X}\alpha =i_{X}{\mathcal {L}}_{X}\alpha }
5. {\displaystyle {\mathcal {L}}_{X}\alpha =di_{X}\alpha +i_{X}d\alpha }